# Li Jingxi
Li Jingxi (en chino: 李經羲; pinyin: Li Jīngxī; 1857 - 18 de septiembre de 1925) fue un político en la Dinastía Qing y la República de China. Fue el Primer Ministro entre mayo y julio de 1917. Durante la Dinastía Qing, fue el último Gobernador de Yun-Gui desde 1909 a 1911.